# Josep Estelrich Mieres
Josep Estelrich Mieres, "d'Hortella" o "Turricano" (Sant Joan, Mallorca, 1928-1995). Sindicalista pagès i fundador de la Unió de Pagesos de Mallorca.

## Biografia
A finals de 1969 impulsà i reorganitzà la Cooperativa Agrícola de Sant Joan, entitat que presidí de 1980 a 1995. Entre 1971 i 1975 estigué al davant del Teleclub de Sant Joan, des d'on promogué una intensa activitat social i cultural. Va col·laborar en diferents publicacions periòdiques com Sant Joan, Mallorca Pagesa, Diario de Mallorca, Es Molí Nou, Perlas y Cuevas i Mel i Sucre.
El 1973 entrà de regidor a l'Ajuntament de Sant Joan, jugant un paper en la democratització de la institució. A les primeres eleccions democràtiques, el 1979, encapçalà la Candidatura Independent de Sant Joan, sent elegit regidor. Fou candidat del PSM a les eleccions preautonòmiques, autonòmiques i generals. Va presidir el Consell de Direcció Política del partit de l'esquerra nacionalista.
El 1977 participà en la fundació d'Unió de Pagesos de Mallorca, que es legalitzà el 30 de maig de 1976. De fet, la primera presentació pública del sindicat va ser a Sant Joan, el novembre de 1976. Participà amb molta d'intensitat a la consolidació i difusió d'un moviment pagès democràtic i amb un sentit nacional.
Morí el 4 de març de 1995 en bolcar el tractor amb el qual treballava.

## Obra
- Estelrich i Mieres, Josep. Col·lectiu Teranyines. República, Guerra Civil, postguerra a Sant Joan: El món de la pagesia. 6, 1997 (Monografies santjoaneres). ISBN 84-921996-1-X.